# Lady Barbara (film)
Lady Barbara è un film del 1970, ispirato dal brano musicale Lady Barbara e diretto da Mario Amendola. Il lungometraggio vede come protagonista Renato Brioschi leader del gruppo I Profeti; in ruoli insolitamente vistosi sono presenti due neo-diplomate del Centro Sperimentale di Cinematografia: Rosita Toros e Carla Mancini.

## Trama
Il giovane Renato Raimondi, attore di fotoromanzi la cui vera aspirazione, però, è diventare un cantante di successo, conosce in Italia una ragazza inglese, Barbara, che è fidanzata, suo malgrado, con un connazionale, Edward. Frequentandosi, i due giovani s'innamorano l'uno dell'altra.

## Produzione
Il film fu girato in buona parte al castello Piccolomini di Balsorano.

## Distribuzione
La pellicola fu distribuita nell'ottobre del 1970.